# Winwick (Cambridgeshire)
Koordinaten: 52° 25′ N, 0° 23′ W

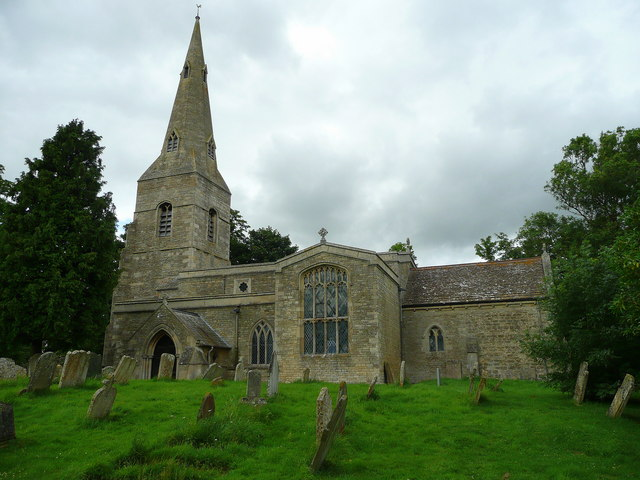
Die Pfarrkirche All Saints in Winwick

Winwick ist ein Dorf und eine Gemeinde (civil parish) rund 20 km südwestlich der Stadt Peterborough in Mittelengland. Winwick zählt historisch zur Grafschaft Huntingdonshire, die 1974 im Zuge einer Verwaltungsreform der Grafschaft Cambridgeshire einverleibt wurde. Die Gemeinde umfasst eine Fläche von 692 ha und zählte im Jahr 2011 202 Einwohner.
Winwick wurde erstmals 1086 als Wineuuich im Domesday Book urkundlich erwähnt. Schon in diesem Kataster wurde festgestellt, dass ein Teil des Kirchspiels Winwick zur Harde (engl. hundred) Polebrook und somit zu Northamptonshire zählte. Erst 1888 wurde diese Flur Huntingdonshire zugeschlagen.
Die ältesten Gemäuer der Gemeindekirche All Saints (Allerheiligen) stammen aus dem 12. Jahrhundert.
In Winwick ist der Sitz der White Horse Press.